# Акшкол
Акшко́л (каз. Ақшкөл) — село у складі Актогайського району Карагандинської області Казахстану. Входить до складу Абайського сільського округу.
Населення — 7 осіб (2021; 51 у 2009, 30 у 1999, 127 у 1989).
Національний склад станом на 1989 рік:
- казахи — 100 %.

У радянські часи село також називалось Тан.